# Білоглазово
Білогла́зово (рос. Белоглазово) — село у складі Шипуновського району Алтайського краю, Росія. Адміністративний центр Білоглазовської сільської ради.

## Населення
Населення — 539 осіб (2010; 678 у 2002).
Національний склад (станом на 2002 рік):
- росіяни — 94 %